# Antonio Agostinelli
Antonio Agostinelli, detto il Bimbo (Mondolfo, 29 ottobre 1844 – Mondolfo, 15 novembre 1904), è stato un pallonista italiano, campione del pallone col bracciale a fine Ottocento.

## Biografia
Fu un giocatore di precisione, veloce nei movimenti e ottimo nel gioco sottomuro: nel periodo di maggior successo tra il 1865 e il 1875 era temuto per le sue spettacolari volate ossia colpi coi quali si lancia il pallone oltre il limite corto di fondo campo. Spalla e terzino di ugual valore, fu professionista nei più importanti sferisteri della seconda metà dell'800, assieme ai più forti atleti del tempo. Le sue imprese sportive furono esaltate da noti scrittori del tempo come il De Amicis.

### Aneddoti
Di lui si ricordano numerosi aneddoti, tra i quali uno in particolare che dimostra le sue doti: chiamato per un'esibizione in un grande sferisterio iniziò una serie di tiri senza mai commettere un errore e concluse appoggiando un bracciale a terra nel punto dove arrivò il pallone che, colpito il bracciale, tornò nella metà campo avversaria tra il tripudio degli spettatori.
Fu soprannominato il Bimbo dagli appassionati romani, non solo perché fece il suo esordio tra i professionisti nel locale sferisterio delle Quattro Fontane, vicino Palazzo Barberini, in giovane età, ma anche perché gli altri atleti spesso avevano il viso ornato da barba e baffi imponenti, secondo la moda del tempo, mentre lui aveva solo un paio di piccoli baffi.

### Fine carriera
Terminata la carriera professionistica, tornò nella sua Mondolfo dove esercitò il mestiere di postino e fattorino del telegrafo, ricoprendo anche il ruolo d'impresario dello sferisterio locale. In suo onore venne intitolato lo sferisterio di Mondolfo.